# El Abra (gruva)
El Abra är en gruva i Chile.   Den ligger i provinsen Provincia de El Loa och regionen Región de Antofagasta, i den norra delen av landet, 1 300 km norr om huvudstaden Santiago de Chile. El Abra ligger 4 005 meter över havet.
Terrängen runt El Abra är kuperad. Runt El Abra är det glesbefolkat, med 10 invånare per kvadratkilometer.. Det finns inga samhällen i närheten. 
Trakten runt El Abra är ofruktbar med lite eller ingen växtlighet.